# Theridion parvum
Theridion parvum är en spindelart som beskrevs av Eugen von Keyserling 1884. Theridion parvum ingår i släktet Theridion och familjen klotspindlar.
Artens utbredningsområde är Peru. Inga underarter finns listade i Catalogue of Life.